# Violanta
Violanta è un film del 1977 diretto da Daniel Schmid.